# السر (السدة)

تعديل مصدري - تعديل

السر هي إحدى قرى عزلة بني الحارث بمديرية السدة التابعة لمحافظة إب، بلغ تعداد سكانها 228 نسمة حسب تعداد اليمن لعام 2004.